# Enante d'Egitto
Enante (in greco antico: Οἰνάνθη?, Oinánthē; Samo, ... – Alessandria d'Egitto, ottobre 203 a.C.) è stata una nobildonna greca antica, attiva nella corte di Tolomeo IV Filopatore.

## Biografia
Enante era una suonatrice di tamburello (τύμπανον, týmpanon) proveniente da Samo. Sposò Agatocle, nipote del tiranno siracusano Agatocle e bisnipote di Tolomeo I, dal quale ebbe quattro figli: un maschio, Agatocle, e almeno tre femmine, tra cui Agatoclea. Dopo la morte di Agatocle, Enante si risposò con un certo Teogene (o Teogento o Diogneto).
Il primo marito di Enante viveva ad Alessandria, alla corte di Tolomeo IV Filopatore, e lì visse anche lei. La figlia Agatoclea diventò una concubina del re e il figlio Agatocle ne diventò un importante consigliere. Dopo la morte di Tolomeo IV (204 a.C.) e della moglie Arsinoe III, fatta assassinare da Agatocle, egli diventò reggente e affidò il principe bambino Tolomeo V alle cure della madre Enante e della sorella Agatoclea. Nel mese di ottobre del 203 a.C., però, una rivolta popolare degli alessandrini portò alla rovina di Agatocle: a tutta la sua famiglia venne data la caccia ed Enante, che aveva cercato rifugio nel Thesmophoreum, aperto per la festività annuale delle tesmoforie, fu portata via di forza dalla folla, che la denudò insieme a tutta la sua famiglia e li smembrò vivi.